# Wierznica
Wierznica – wieś w Polsce położona w województwie kujawsko-pomorskim, w powiecie lipnowskim, w gminie Dobrzyń nad Wisłą.

## Podział administracyjny
W latach 1975–1998 miejscowość administracyjnie należała do województwa włocławskiego.

## Demografia
Według Narodowego Spisu Powszechnego (III 2011 r.) wieś liczyła 203 mieszkańców. Jest trzynastą co do wielkości miejscowością gminy Dobrzyń nad Wisłą.

## Obiekty sakralne
Znajduje się tu niemal 160-letnia figura Matki Boskiej.

## Urodzeni w Wierznicy
- Józef Dzięgielewski – polski polityk i działacz socjalistyczny, uczestnik wojny polsko-bolszewickiej i powstania warszawskiego, poseł na Sejm w II RP, Po wojnie więziony przez UB[4].